# 茹恩彬
茹恩彬（?—?），山東省登州府蓬萊縣人，清朝政治人物、進士出身。
光緒二十年（1894年），参加光緒甲午科殿試，登進士二甲102名。同年五月，授内阁中书。